# Ben Reifel
Benjamin Reifel (né le 19 septembre 1906 dans la réserve indienne de Rosebud au Dakota du Sud et mort le 2 janvier 1990 à Sioux Falls au Dakota du Sud), aussi connu sous le nom de Lone Feather (en lakota : Wíyaka Waŋžíla) est un homme politique américain. Étudiant à la prestigieuse université Harvard où il obtient son doctorat, il devient représentant des États-Unis pour le premier district congressionnel du Dakota du Sud entre 1961 et 1971. Lieutenant-général durant la Seconde Guerre mondiale, il est le premier Sioux à siéger au Congrès des États-Unis.

### Articles annexes
- Liste des représentants des États-Unis pour le Dakota du Sud